# Péouvou
Péouvou – szczyt górski we francuskiej części Alp Kotyjskich, w masywie Escreins. Ma wysokość 3232 m n.p.m. Leży w południowej części Parku Regionalnego Queyras, na granicy departamentów Alpy Górnej Prowansji i Alpy Wysokie, w regionie Prowansja-Alpy-Lazurowe Wybrzeże. Péouvou zbudowany jest z dolomitu pochodzącego z piętra górnego triasu – noryku. Skały w obrębie góry są ułożone niemalże pionowo i tworzą wyraźną antyklinę. Wędrówkę na szczyt najłatwiej rozpocząć z doliny Vallée de l'Ubaye, w której położona jest miejscowość Saint-Paul-sur-Ubaye.